# ديكسون دنهام
ديكسون دنهام (بالإنجليزية: Dixon Denham)‏ دنهام (8 مايو 1828 -1 يناير 1786)كان المستكشف الإنجليزي لغرب أفريقيا الوسطى .
ولد ديكسون دنهام في لندن. تلقى تعليمه في مدرسة التاجر تايلور ، وتدرب ليكون محام، ولكنه انضم إلى الجيش في عام 1811 ، وخدم دنهام في حملات في البرتغال وإسبانيا وفرنسا، وبلجيكا، وتلقي وسام اترلو. كملازم، أصبح في نهاية المطاف مدرب في ساندهيرست. في عام 1822، اشترك دنهام في محاولة للسفر من طرابلس إلى تمبكتو، ولكن تم تحويلها إلى رحلة للحكومة البريطانية لإقامة روابط تجارية مع دول غرب أفريقيا، معتزماً الانضمام للدكتور والتر Oudney والملازم هيو Clapperton ، في مرزق، في فزان، لكن تقطعت بهم السبل في وقت مبكر من السنة.
مترجم Dixon Denham

## روابط خارجية
- ديكسون دنهام على موقع الموسوعة البريطانية (الإنجليزية)
- ديكسون دنهام على موقع إن إن دي بي (الإنجليزية)